# Analfabetyzm funkcjonalny
Analfabetyzm funkcjonalny – sytuacja, w której osoby niemające wykształcenia lub mające formalne wykształcenie nie potrafią wykorzystać wiedzy do tego, by sprawnie funkcjonować w codziennym życiu w nowoczesnym społeczeństwie. Również brak im umiejętności posłużenia się urządzeniem pomimo posiadania instrukcji użytkownika.
Najczęściej pojęcie analfabetyzmu funkcjonalnego odnosi się do braku umiejętności poprawnego pisania, czytania ze zrozumieniem i prawidłowego dokonywania prostych obliczeń, rzadziej także do umiejętności obsługi współczesnych technologii, przede wszystkim technologii informacyjnych, niezależnie od posiadania wiedzy na ich temat.
Nauczanie analfabetów posługiwania się pismem oraz drukiem (jako środkami komunikacji), a także wdrażanie analfabetów do zdobywania wiedzy im niezbędnej dla prawidłowego funkcjonowania w życiu, nosi nazwę alfabetyzacji funkcjonalnej.
To pojęcie pojawiło się po raz pierwszy na Kongresie Ministrów Edukacji w Teheranie w 1965 r.